# The Mixtures
The Mixtures was een Australische rockband, opgericht in Melbourne in 1965.

## Bezetting
- Terry Dean (zang, 1965-?)
- Laurie Arthur (gitaar, zang, 1965 tot 1967)
- John Creech (drums, zang, 1965 tot 1970)
- Rod De Clerk (basgitaar, zang, 1965 tot 1967)
- Alan "Edgell" James (basgitaar, laat 1966)
- Idris Jones (zang, laat 1967 tot juni 1969; 1970; 1971)
- Fred Wieland (gitaar, 1967)

- Mick Flinn (basgitaar, 1967 tot mei 1972)
- Dennis Garcia (orgel, 1967)
- Buddy England (zang, juni 1969 tot maart 1970)
- Greg Cook (gitaar, zang, 1970 tot maart 1971)
- Gary Howard (drums, 1970 tot 1971)
- Mick Holden (drums, vroeg 1971)
- Peter Williams (singer-songwriter, gitaar, zang, 1971-79)

- Don Lebler (drums, april 1971 tot 1976)
- Chris Spooner (basgitaar, mei 1972 tot 1978)
- Brenton  Fosdike (gitaar, zang)
- John Petcovich (drums, zang)
- Rob Scott (keyboards, zang)

## Geschiedenis
De Australische muzikanten Terry Dean en Rod De Clerk ontmoetten elkaar in Tasmanië in 1965. Daarna ontmoetten ze Laurie Arthur, een lid van The Stranglers. De drie besloten om samen een band te formeren na een jamsessie. Ze tekenden vlug bij EMI Records in dat jaar en brachten drie singles uit. Ze kenden verscheidene wijzigingen in de bezetting over de volgende jaren, waarna ze tekenden bij CBS Records in 1969. Enkele verdere singles volgden voordat ze verkasten naar Fable Records in 1970.
The Mixtures namen een cover op van In The Summertime van Mungo Jerry en - als resultaat van de radioban in 1970, tijdens welke veel Australische radiostations weigerden om Australische en Britse muziek, uitgebracht door grote labels, te spelen - kregen veel meer airplay dan aanvankelijk werd verwacht voor een band bij een klein label. De single plaatste zich in de Australische hitlijst (#1, zes weken). Deze werd opgevolgd door The Pushbike Song (geproduceerd door David Mackay), die zich ook plaatste in zowel de Australische (#1, twee weken) als de Britse hitlijst (#2), maar ook in de Amerikaanse Billboard Hot 100 (#44), na te zijn uitgebracht bij Sire Records.
De volgende single Henry Ford plaatste zich ook in Australië (#43). Verdere wijzigingen in de bezetting volgden voor hun laatste hit Captain Zero (#6), die zich plaatste in 1971. De band onderging meer wijzigingen in de bezetting met Brenton Fosdike, John Petcovich en als laatste toevoeging Rob Scott. In 1978 reisde de band naar Perth voor opnamen en stelden ze een nieuwe show samen. Tijdens deze periode overleed Chris Spooner tijdens een vis-ongeval in Trigg Beach. De band ging door voor enkele maanden als viermans-formatie, voordat de band begin 1979 werd ontbonden. De overgebleven vier leden Fosdike, Petcovich, Scott en Williams formeerden een nieuwe band met de twee Australiërs Dennis Broad en Paul Reynolds onder de naam BRIX.

## Overlijden
Chris Spooner overleed in 1978 tijdens een vis-ongeval in Trigg Beach. Fred Wieland overleed aan longkanker in december 2018 op 75-jarige leeftijd.

## Discografie

### Singles
- 1967:	Music, Music, Music
- 1969:	Here Comes Love Again
- 1970:	In The Summertime
- 1971:	The Pushbike Song
- 1971:	Henry Ford
- 1971: Captain Zero

### Albums
- 1971: In the Summertime (Fable)
- 1972: The Best of the Mixtures (Fable)
- 1974: The Mixtures (Harlequin)